# Bourbeuse (Francia)
La Bourbeuse è un fiume che scorre nel Territorio di Belfort nella regione della Borgogna-Franca Contea in Francia. È un tributario dell’Allaine, che dopo questa confluenza assume il nome di Allan.

## Geografia
Anche il nome Bourbeuse si riferisce soltanto al tratto finale di questo fiume, ovvero dalla confluenza dei torrenti Saint-Nicolas e Madeleine: Saint-Nicolas e Bourbeuse raggiungono insieme quasi 40 km di lunghezza. La Saint-Nicolas scende da una valle dei Vosgi dove si trova il borgo con il convento da cui ha preso il nome; la Madeleine è di poco più corta e scorre parallela alla Saint-Nicolas per diversi chilometri. Essi s'incontrano nel comune di Bretagne, poi la Bourbeuse prosegue verso sud-ovest fino a gettarsi nell'Allaine poco a valle di Bourogne. Il canale Rodano-Reno utilizza la valle della Bourbeuse per passare dal bacino del Rodano a quello del Reno.